# Elisabetta Augusta del Palatinato-Sulzbach
Elisabetta Augusta del Palatinato-Sulzbach, il cui nome completo era Elisabetta Maria Aloisia Augusta (Mannheim, 17 gennaio 1721 – Weinheim, 17 agosto 1794), era la maggiore delle nipoti dell'elettore palatino Carlo III Filippo e, attraverso il suo matrimonio con Carlo IV Teodoro, fu elettrice palatina ed in seguito elettrice di Baviera.

## Biografia
I genitori di Elisabetta Augusta erano Giuseppe Carlo del Palatinato-Sulzbach ed Elisabetta del Palatinato-Neuburg; suo nonno materno era quindi l'elettore Carlo III Filippo. Il 17 gennaio 1742 Elisabetta Augusta sposò il cugino Carlo Teodoro del Palatinato-Sulzbach, che divenne elettore palatino nel 1742 ed elettore di Baviera nel 1777.
Il matrimonio non fu dei più felici; Elisabetta partorì un unico figlio, battezzato Francesco Luigi Giuseppe, il 28 giugno 1762, dopo vent'anni di matrimonio, ma il tanto atteso erede del Palatinato morì appena un giorno dopo la nascita. Da quel momento in poi la i due vissero separati, ognuno di essi intrecciando relazioni adulterine con vari amanti, anche se non arrivarono mai a contemplare la possibilità del divorzio.
Elisabetta si trasferì quindi nella sua residenza di Schloss von Oggersheim, dove visse per molti anni; alla fine del 1793, davanti all'avanzata delle truppe francesi, Elisabetta Augusta fuggì a Weinheim, dove morì nel 1794. Il marito si risposò, anche questa volta infelicemente, con la molto più giovane arciduchessa Maria Leopoldina d'Asburgo-Este.

## Ascendenza
|                                                 |                                  |                                             | Genitori                                          |  |  | Nonni |  |  | Bisnonni                                  |  |  | Trisnonni                      |  |
|                                                 |                                  |                                             |                                                   |  |  |       |  |  | Cristiano Augusto del Palatinato-Sulzbach |  |  | Augusto del Palatinato-Neuburg |  |
|                                                 |                                  |                                             |                                                   |  |  |       |  |  | Cristiano Augusto del Palatinato-Sulzbach |  |  | Augusto del Palatinato-Neuburg |  |
|                                                 |                                  | Edvige di Holstein-Gottorp                  |                                                   |  |  |       |  |  | Cristiano Augusto del Palatinato-Sulzbach |  |  |                                |  |
| Teodoro Eustachio del Palatinato-Sulzbach       |                                  |                                             |                                                   |  |  |       |  |  | Cristiano Augusto del Palatinato-Sulzbach |  |  |                                |  |
|                                                 |                                  | Amalia di Nassau-Siegen                     | Giovanni VII di Nassau-Siegen                     |  |  |       |  |  |                                           |  |  |                                |  |
|                                                 |                                  | Amalia di Nassau-Siegen                     | Giovanni VII di Nassau-Siegen                     |  |  |       |  |  |                                           |  |  |                                |  |
|                                                 |                                  | Amalia di Nassau-Siegen                     | Margherita di Schleswig-Holstein-Sonderburg       |  |  |       |  |  |                                           |  |  |                                |  |
| Giuseppe Carlo del Palatinato-Sulzbach          |                                  | Amalia di Nassau-Siegen                     |                                                   |  |  |       |  |  |                                           |  |  |                                |  |
|                                                 |                                  | Guglielmo d'Assia-Rotenburg                 | Ernesto d'Assia-Rheinfels                         |  |  |       |  |  |                                           |  |  |                                |  |
|                                                 |                                  | Guglielmo d'Assia-Rotenburg                 | Ernesto d'Assia-Rheinfels                         |  |  |       |  |  |                                           |  |  |                                |  |
|                                                 |                                  | Guglielmo d'Assia-Rotenburg                 | Maria Eleonora di Solms-Hohensolms-Lich           |  |  |       |  |  |                                           |  |  |                                |  |
| Maria Eleonora d'Assia-Rotenburg                |                                  | Guglielmo d'Assia-Rotenburg                 |                                                   |  |  |       |  |  |                                           |  |  |                                |  |
|                                                 |                                  | Maria Anna di Löwenstein-Wertheim-Rochefort | Ferdinando Carlo di Löwenstein-Wertheim-Rochefort |  |  |       |  |  |                                           |  |  |                                |  |
|                                                 |                                  | Maria Anna di Löwenstein-Wertheim-Rochefort | Ferdinando Carlo di Löwenstein-Wertheim-Rochefort |  |  |       |  |  |                                           |  |  |                                |  |
|                                                 |                                  | Maria Anna di Löwenstein-Wertheim-Rochefort | Anna Maria di Fürstenberg-Heiligenberg            |  |  |       |  |  |                                           |  |  |                                |  |
| Elisabetta Augusta del Palatinato-Sulzbach      |                                  | Maria Anna di Löwenstein-Wertheim-Rochefort |                                                   |  |  |       |  |  |                                           |  |  |                                |  |
|                                                 | Filippo Guglielmo del Palatinato | Volfango Guglielmo del Palatinato-Neuburg   |                                                   |  |  |       |  |  |                                           |  |  |                                |  |
|                                                 | Filippo Guglielmo del Palatinato | Volfango Guglielmo del Palatinato-Neuburg   |                                                   |  |  |       |  |  |                                           |  |  |                                |  |
|                                                 | Filippo Guglielmo del Palatinato | Maddalena di Baviera                        |                                                   |  |  |       |  |  |                                           |  |  |                                |  |
| Carlo III Filippo del Palatinato                | Filippo Guglielmo del Palatinato |                                             |                                                   |  |  |       |  |  |                                           |  |  |                                |  |
|                                                 |                                  | Elisabetta Amalia d'Assia-Darmstadt         | Giorgio II d'Assia-Darmstadt                      |  |  |       |  |  |                                           |  |  |                                |  |
|                                                 |                                  | Elisabetta Amalia d'Assia-Darmstadt         | Giorgio II d'Assia-Darmstadt                      |  |  |       |  |  |                                           |  |  |                                |  |
|                                                 |                                  | Elisabetta Amalia d'Assia-Darmstadt         | Sofia Eleonora di Sassonia                        |  |  |       |  |  |                                           |  |  |                                |  |
| Elisabetta Augusta Sofia del Palatinato-Neuburg |                                  | Elisabetta Amalia d'Assia-Darmstadt         |                                                   |  |  |       |  |  |                                           |  |  |                                |  |
|                                                 |                                  | Boguslavo Radziwiłł                         | Janusz Radziwiłł (1579-1620)                      |  |  |       |  |  |                                           |  |  |                                |  |
|                                                 |                                  | Boguslavo Radziwiłł                         | Janusz Radziwiłł (1579-1620)                      |  |  |       |  |  |                                           |  |  |                                |  |
|                                                 |                                  | Boguslavo Radziwiłł                         | Elisabetta Sofia di Brandeburgo                   |  |  |       |  |  |                                           |  |  |                                |  |
| Ludwika Karolina Radziwiłł                      |                                  | Boguslavo Radziwiłł                         |                                                   |  |  |       |  |  |                                           |  |  |                                |  |
|                                                 |                                  | Anna Maria Radziwiłł                        | Janusz Radziwiłł (1612-1655)                      |  |  |       |  |  |                                           |  |  |                                |  |
|                                                 |                                  | Anna Maria Radziwiłł                        | Janusz Radziwiłł (1612-1655)                      |  |  |       |  |  |                                           |  |  |                                |  |
|                                                 |                                  | Anna Maria Radziwiłł                        | Katarzyna Potocka                                 |  |  |       |  |  |                                           |  |  |                                |  |
|                                                 |                                  | Anna Maria Radziwiłł                        |                                                   |  |  |       |  |  |                                           |  |  |                                |  |